# Seleção Açoriana de Futebol
A Seleção Açoriana de Futebol é uma equipe de futebol formada por jogadores do arquipélago dos Açores, uma região autônoma pertencente a Portugal.
Por não ser filiada à FIFA nem à UEFA, a seleção é impedida de disputar partidas oficiais com outras seleções filiadas à primeira.
Manda seus (poucos) jogos que disputa no Estádio de São Miguel, pertencente ao Santa Clara, principal clube açoriano.
A seleção sub-17 dos Açores normalmente participa dos Jogos das Ilhas